# 최상훈 (언론인)

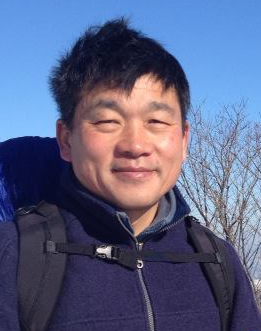
최상훈

최상훈(1962년 울산광역시 울주군 ~ )은 대한민국의 언론인이다.
학성고등학교와 영남대학교 경제학과, 한국외국어대학교 통역대학원을 졸업했으며 1991년 영어 신문 《더 코리아 헤럴드》(The Korea Herald) 기자로 입사했다. 1994년 AP통신 서울지국에 입사했고 1999년 《뉴욕 타임스》에 노근리 양민 학살 사건을 보도했다.
2000년 한국인으로는 첫번째로 퓰리처상을 수상했으며 2005년 《인터내셔널 뉴욕 타임스》(옛 《인터내셔널 헤럴드 트리뷴》)에 입사했다. 현재는 《뉴욕 타임스》 (옛 《인터내셔널 뉴욕 타임스》)의 서울 지국장으로 활동하고 있다.

## 저서
- 《노근리 다리 (The Bridge at No Gun Ri)》: 찰스 J. 핸리(Charles J. Hanley), 마사 멘도사(Martha Mendoza) 공저
  - 2001년 9월 6일 출판
  - 2003년 1월 2일 한국어판 출판